# 332 Siri
332 Siri là một tiểu hành tinh ở vành đai chính. Nó được Max Wolf phát hiện ngày 19.3.1892 ở Heidelberg. Không biết rõ nguồn gốc tên của nó.